# バゲリーア
バゲリーア（イタリア語: Bagheria; シチリア語: Baarìa バーリア）は、イタリア共和国シチリア自治州パレルモ県にある都市で、その周辺地域を含む人口約5万5000人の基礎自治体（コムーネ）。県都パレルモに次ぎ、県内第2位のコムーネ人口を有する。

## 名称
バゲリーアという名は、「海に向かってくだっているところ」を意味するフェニキア人のことば「バイアリア」に由来する。ヴィッラ・パラゴニアと呼ばれる邸宅があり、1787年にゲーテが訪れている。

## 地理

### 位置・広がり
パレルモ県のコムーネ。県都パレルモから東南東へ14kmの距離にある。

#### 隣接コムーネ

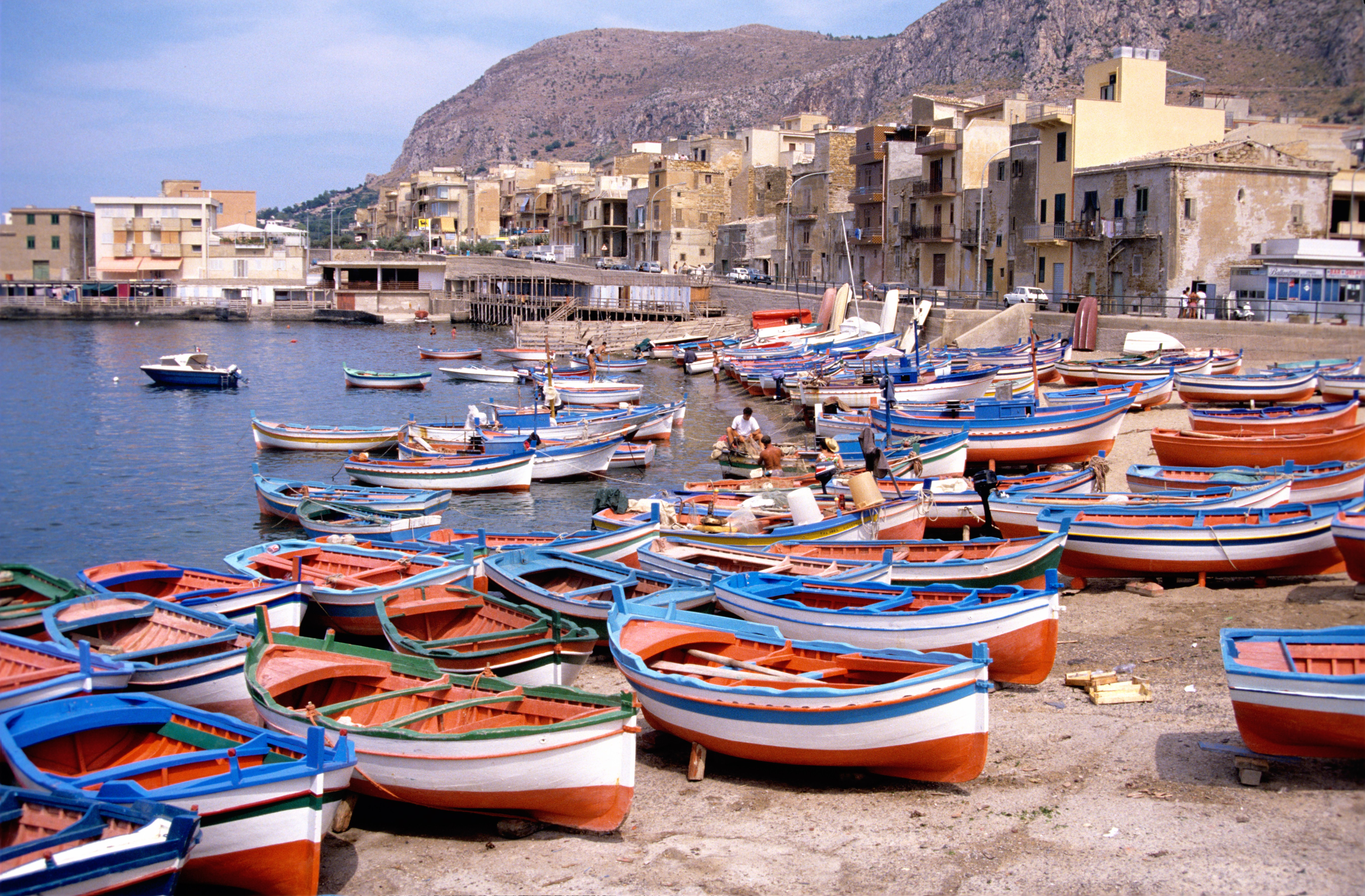
バゲリーアの漁船

隣接するコムーネは以下の通り。
- フィカラッツィ
- ミジルメーリ
- サンタ・フラーヴィア

## 人物

### 著名な出身者
- ジュゼッペ・トルナトーレ - 映画監督。